# Manjahlega
Manjahlega is een bestuurslaag in het regentschap Bandung van de provincie West-Java, Indonesië. Manjahlega telt 20.945 inwoners (volkstelling 2010).